# Lacanobia wlatinum
Lacanobia wlatinum là một loài bướm đêm trong họ Noctuidae.